# Sceau de l'Arkansas
Le Sceau de l'État de l'Arkansas a été adopté en 1864 et modifié dans sa forme actuelle depuis 1907. L'extérieur du sceau contient le texte "Grand Sceau de l'État de l'Arkansas». L'intérieur contient le sceau de l'Ange de la Miséricorde, l'Epée de la justice et de la Déesse de la Liberté entouré d'un aigle à tête blanche. L'aigle tient dans son bec un parchemin inscrit dans lequel est écrit l'expression latine Populus Regnat, signifiant « La règle du peuple » et constituant la devise de l'État. Sur le bouclier apparaissent un bateau à vapeur, une charrue, une ruche et une gerbe de blé, symboles de la richesse industrielle et agricole de l'Arkansas.